# Esmée Denters
Esmée Denters (ur. 28 września 1988) – holenderska piosenkarka. Zanim stała się światowej sławy wokalistką, zaistniała w sieci umiesczczając na witrynie YouTube własne interpretacje piosenek takich artystów jak Natasha Bedingfield, Brandy, Mariah Carey, OneRepublic, czy Justin Timberlake. W roku 2008 podpisała kontrakt z podwytwórnią Universal Music, Tennman Records należącej do Timberlake’a. Rok później wydała debiutancki album studyjny Outta Here, który promował singel o tej samej nazwie.

## Kariera muzyczna

### 2006-2008: Początki kariery
Swoją karierę muzyczną Denters rozpoczęła w roku 2006 dzięki witrynie YouTube przez którą umieszczała za pośrednictwem swojego oficjalnego kanału autorskie wersje znanych utworów oraz skomponowanych przez siebie. Wysoka popularność nagrań artystki zwróciła uwagę holenderskiego menedżera Jonathana Berhane'a, który po uprzednim skontaktowaniu się z Esmée przedstawił ją nominowanemu do nagrody Grammy twórcy piosenek Billy’emu Mannowi. Mężczyzna zorganizował spotkanie wokalistki z Justinem Timberlakiem po jednym z jego koncertów, a ten zaproponował Denters kontrakt płytowy w jego wytwórni Tennman Records. W roku 2007 artystka wyruszyła w trasę koncertową wraz z Timberlakiem po Europie, gdzie rozpoczynała występy wokalisty prezentując się na dziesięciu koncertach. Pod koniec 2007 artystka sfinalizowała swój kontrakt z wytwórnią i rozpoczęła prace nad swoim debiutanckim albumem studyjnym.

### 2009-obecnie:Outta Here
Wraz ze sfinalizowaniem kontraktu z wytwórnią wokalistka rozpoczęła prace nad pierwszym albumem studyjnym, który powstawał od roku 2008 pod producenckim okiem Justina Timberlake’a, Polow da Dona, Jasona Perry’ego, czy Danji. W większość kompozycji na krążku swój wkład miała sama wokalistka, która współstworzyła dziesięć z trzynastu utworów umieszczonych na płycie. Prace nad wydawnictwem zakończyły się na początku 2009 roku, zaś zwiastunem dzieła Outta Here została kompozycja o tym samym tytule. Singel „Outta Here” wydany dnia 14 kwietnia 2009 w rodzimym kraju Denters zyskał na popularności zajmując pozycję w Top 3 oficjalnego zestawienia najczęściej sprzedawanych utworów. Piosenka wydana została również na międzynarodowych rynkach muzycznych, m.in. brytyjskim, gdzie kompozycja wydana została dnia 17 sierpnia 2009. Dzięki wysokiej popularności głównego singla, album wydany dnia 22 maja 2009 w Holandii znalazł się w Top 5 zestawienia najpopularniejszych wydawnictw.
By promować krążek, w roku 2009 Esmée Denters wyruszyła w europejską trasę koncertową wraz z Enrique Iglesiasem, gdzie rozpoczynała występy wokalisty. Na scenie z arystą wykonywała również duet użyczając swego głosu w piosence „Takin’ Back My Love”.

## Dyskografia

### Albumy
| Rok  | Informacje                                                                                  | Pozycje na listach | Pozycje na listach | Pozycje na listach |
| Rok  | Informacje                                                                                  | NLD                | BEL                | UK                 |
| ---- | ------------------------------------------------------------------------------------------- | ------------------ | ------------------ | ------------------ |
| 2009 | Outta Here - Pierwszy album studyjny - Wydany: 22 maja 2009 - Formaty: CD, digital download | 5                  | 55                 | 48                 |

### Single
| 2009                                                                                             | „Outta Here”                                      | 3   | 28  | 7  | 18  | 12  | –   | Outta Here    |
| 2009                                                                                             | „Admit It”                                        | 28  | –   | 56 | –   | –   | –   | Outta Here    |
| 2010                                                                                             | „Love Dealer” (featuring Justin Timberlake)       | 12  | –   | 68 | –   | –   | –   | Outta Here    |
| 2012                                                                                             | „It's Summer Because We Say So”                   | –   | –   | –  | –   | –   | –   |               |
| Gościnnie                                                                                        |                                                   |     |     |    |     |     |     |               |
| 2010                                                                                             | „Until You Were Gone” (Chipmunk & Esmée Denters)  | –   | –   | 3  | 24  | –   | –   | I Am Chipmunk |
| 2010                                                                                             | „Life Without You” (Stanfour feat. Esmée Denters) | –   | –   | –  | –   | –   | 25  | Rise and Fall |
|                                                                                                  |                                                   | NLD | BEL | UK | IRL | NZL | GER |               |
|                                                                                                  | Single numer jeden                                | –   | –   | –  | –   | –   | –   |               |
|                                                                                                  | Single w Top 10                                   | 1   | –   | 2  | –   | –   | –   |               |
|                                                                                                  | Single w Top 40                                   | 3   | 1   | 2  | 2   | 1   | 1   |               |
| „–” oznacza, że singel się ukazał, lecz nie zajął pozycji w notowaniu bądź nigdy się nie ukazał. |                                                   |     |     |    |     |     |     |               |

## Nagrody
| Rok  | Nominacja    | Nagroda                                   | Rezultat |
| ---- | ------------ | ----------------------------------------- | -------- |
| 2009 | Ona sama     | TMF Awards w kategorii najlepsza artystka | Wygrana  |
| 2009 | „Outta Here” | TMF Awards w kategorii superchart         | Wygrana  |